# Критика теорії відносності
Критика теорії відносності висловлювалася особливо в роки після її публікації на науковому, філософському, псевдонауковому та ідеологічному рівні. Причинами критики були власні альтернативні теорії, суперечності існуючим теоріям, відмова від абстрактного математичного методу, передбачувані помилки в теорії. Сьогодні є критики теорії відносності, які також відомі як антирелятивісти. Їхні погляди не сприймаються серйозно в науковому співтоваристві і є формою заперечення науки, оскільки теорія відносності класифікується як вільна від суперечностей і існує безліч експериментальних підтверджень.
Примітка: Ця стаття передбачає базове розуміння теорії відносності. Для історичної інформації див. Історію спеціальної теорії відносності.

## Спеціальна теорія відносності

### Принцип відносності проти електромагнітного світогляду
Особливо завдяки працям Джозефа Лармора (1897) та Вільгельма Віна (1900), широко поширювалася думка, що всі сили в природі мають електромагнітне походження Однак виявилося, що ця модель була несумісна з припущенням, згаданим Анрі Пуанкаре (1902) як принцип відносності, згідно з яким «абсолютний» рух спостерігача щодо ефіру («ефірний вітер») повинен бути не виявленим. З цієї причини Хендрік Антун Лоренц (1904) створив модель, яка значною мірою відповідала принципу відносності, відповідала експериментам Кауфмана і базувалася на сплячому ефірі. На відміну від теорії Абрагама, тут електрон підлягає укороченню у напрямку руху (скорочення Лоренца), а часові координати залежать від їх відповідного місцезнаходження (місцевого часу). Обидва ефекти містяться у так званому перетворенні Лоренца.
Однак Авраам (1904) заперечив, що при скороченні Лоренца для забезпечення стабільності електронів потрібні неелектромагнітні сили, що було неприйнятно для представників електромагнітного світогляду. Авраам помилково сумнівався, що така модель, яка підкоряється принципу відносності, може бути навіть сформульована без суперечностей . Пуанкаре (1905), проте, зміг показати, що був дуже сумісним з принципом відносності та модифікованою теорією Лоренца. Пуанкаре дотримувався думки, що маса має виключно електромагнітне походження, але він формально визначив неелектромагнітний потенціал (так звані «напруги Пуанкаре»), який піддається перетворенням Лоренца і гарантував стабільність електронів. Отже, електромагнітний світогляд відмовився на користь принципу відносності. Цей розвиток також відповідав спеціальній теорії відносності, запровадженій Альбертом Ейнштейном у 1905 р., в якій перетворення Лоренца походять від двох постулатів, а саме принципу відносності та постійності світла.

### Експериментальні «спростування»
Альберт Ейнштейн у вересні 1905 р. Опублікував Спеціальну теорію відносності (СТО), яка базувалася на принципово новій концепції принципу відносності, згідно з якою ефір не існує, а простір і час відносні. Що стосується експериментальних передбачень, то ця теорія була еквівалентна ефірній теорії Лоренца і Пуанкаре. Кауфман дуже рішуче висловився проти теорій Лоренца та Ейнштейна. Він зробив висновок про спростування основного припущення «Лоренца-Ейнштейна», а саме принципу відносності. Лоренц у відповідь сказав, що він «в кінці свого життя», в той час як Ейнштейн поки що не коментував результати. Однак інші стали детально критикувати результати. Макс Планк (1906) вказав на невідповідність теоретичної інтерпретації даних.
Бюхерер (1908) здійснив нові експерименти і дійшов висновку, що він підтвердив «принцип відносності Лоренца-Ейнштейна», який Лоренц, Пуанкаре та Ейнштейн зареєстрували з полегшенням і задоволенням. Але і тут виник сумнів щодо методу (особливо у Бестельмаєра). Подальші експерименти Хупки (1910), Неймана (1914) та інших, здавалося, розвіяли ці сумніви щодо експериментальних результатів. Однак пізніші розслідування (1938) показали, що виконання експериментів Кауфмана-Бушерера-Неймана було недостатнім з сучасної точки зору, і лише в 1940 р. останні сумніви у правильності формули Лоренца-Ейнштейна було розвіяно відповідними експериментами. (Однак ця проблема торкнулася лише цього типу експериментів). У дослідженнях теорії спектрів мінливість маси за формулою Лоренца-Ейнштейна може бути дуже точно підтверджена ще в 1917 році. А в сучасних прискорювачах частинок релятивістські прогнози щодо енергії та маси частинок, що швидко рухаються, вже звична.)
Потім були обговорені експерименти Дейтона К. Міллера. Це було відомо тим, що він здійснив серію повторень експерименту Майкельсона-Морлі разом з Едвардом В. Морлі з 1902 по 1906 рік, що підтвердило негативний результат оригінального експерименту в межах точності вимірювань. Однак у 1921—1926 рр. Міллер проводив експерименти, які, очевидно, дали позитивні результати і, отже, спростували спеціальну теорію відносності або довели існування ефіру в якійсь формі. Експерименти Міллера викликали неабиякий ажіотаж, але в професійному світі їх сприймали не дуже серйозно. Жартівливий коментар Б. Ейнштейна («Бог розумний, але він не злий»). І Ейнштейн, і пізніше Шенкланд критикували, що Міллер недостатньо враховував вплив температури. І в більш сучасному аналізі Робертса вказується, що Міллер допустив значні помилки в оцінці даних.
Ще одним запереченням проти теорії відносності було питання про те, чи можна боротися з прискореннями в рамках спеціальної теорії відносності, або як це можна узгодити з концепцією твердого тіла . Макс Борн (1909) розробив модель, в якій враховувався прискорений рух твердих тіл. Це призвело до парадоксу, на який вказав Пол Еренфест: Внаслідок скорочення Лоренца круг твердого тіла, що обертається (диска) зменшиться, а радіус залишиться незмінним (парадокс Еренфеста). Макс фон Лауе (1911) показав, однак, що через скінченність поширення сигналу в тілах жорстке тіло неможливе в спеціальній теорії відносності.  Іншими словами, якщо тіло обертати, відповідні деформації відбудуться негайно.
Іншим прикладом був ефект Саньяку . Тут два сигнали надсилаються в протилежних напрямках, а потім повертаються знову. Якщо розташування встановлено в обертанні, смуги перешкод зміщуються. Жорж Саньяк (1913), як вважають, довів існування світлового ефіру. Однак до цього (1911) Лауе міг дати теорію цього експерименту в рамках спеціальної теорії відносності - Відповідні пояснення спеціальної та загальної теорії відносності дав згодом Пол Ланжевен (1921, 1937). Для спостерігача, що не рухається, результат є природним наслідком незалежності швидкості світла від руху джерела. Для спостерігача, що рухається, це результат прискорення під час обертання, як це також відбувається в класичній механіці, напр. Маятник Фуко . Це пов'язано з тим, що в прискорених системах відліку годинники втрачають свою синхронізацію і виміряна швидкість світла вже не є постійною.
Як показали Ланжевен (1911) і Лауе (1913), парадокс близнюків (або парадокс годинника), який часто використовується проти спеціальної теорії відносності, також відповідає цій пояснювальній схемі: Якщо двоє спостерігачів віддаляються один від одного і один із них прискорюється і, таким чином, залишає свою інерційну систему, щоб повернутися назад, прискорений спостерігач буде молодшим, ніж той, хто весь час відпочивав у своїй інерційній системі. Хоча спостерігачі в різних інерційних системах абсолютно однаково описують фізичні процеси згідно з теорією відносності, це вже не стосується прискорених рухів.
Однак, як показав Ейнштейн у 1908 р., гравітація є винятком. У той час як Пуанкаре, Авраам та інші показали, що гравітація в принципі також може бути модифікована методами спеціальної теорії відносності, ці методи за Ейнштейном були несумісні з принципом еквівалентності інертної та важкої маси, згідно з яким всі тіла падають на землю одночасно . Ейнштейн також був незадоволений ще однією особливістю спеціальної теорії відносності — перевагою інерційних систем перед прискореними. При розробці своєї теорії гравітації, яка враховує все це, Ейнштейну довелося замінити образ евклідового простору, що все ще існував у спеціальній теорії відносності, неевклідовою геометрією, перш ніж завершити загальну теорію відносності в 1915 році. Одним висновком, який Ейнштейн зробив ще в 1908 і 1911 роках, було відхилення світлових променів у гравітаційному полі та в прискорених системах відліку. Ейнштейн (1912) відповів, що спеціальна теорія відносності має межі дійсності, як і інші фізичні теорії (наприклад, термодинаміка як граничний випадок мікроскопічних моделей статистичної механіки, напр. в теорії броунівського руху). Однак вона все ще є локально справедливою в його теорії гравітації і все ще може бути використана з великою точністю у випадку відносно слабких гравітаційних полів (практично в більшості випадків).

### Швидше світла
У спеціальній теорії відносності виключається передача сигналів із швидкістю, що перевищує швидкість світла . Вони призвели б до порушень причинного зв'язку . Наслідуючи аргумент П'єра-Саймона Лапласа, Пуанкаре зазначив у 1904 р., що теорія тяжіння Ньютона базується на нескінченно швидкій або, принаймні, набагато швидшій швидкості розповсюдження гравітації, ніж швидкість світла..

Квантове заплутування (дещо вводить Ейнштейн в оману як «моторошна дія на відстані») також частково розумілося як явище, яке, здавалося, було швидшим за світло..

### Парадокси
Недостатнє знання основ спеціальної теорії відносності, зокрема застосування перетворення Лоренца у зв'язку зі скороченням довжини та дилатацією часу, призвело (і досі веде) до встановлення різних очевидних парадоксів . Як парадокс близнюків, так і парадокс Еренфеста та їх пояснення вже були згадані вище. На додаток до парадоксу-близнюка, симетрія розширення часу (тобто це означає, що, відповідно до спеціальної теорії відносності, кожен спостерігач реєструє годинник іншого повільнішими темпами, ніж його власний). Але узгодженість симетрії дилатації часу також можна легко продемонструвати, як це було показано задовго до критики Дінгла Лоренцем (1910), дотримуючись відповідних правил вимірювання та відносності одночасності . Іншими відомими парадоксами є парадокси скорочення довжини та парадокс космічного корабля Белла, які також можна пояснити, беручи до уваги відносність одночасності.
Для деяких фізиків існувала певна невизначеність, особливо у зв'язку з питанням, чи не потрібен все-таки ефір для пояснення на перший погляд парадоксальної сталості швидкості світла у всіх інерційних системах «динамічно». Це було пов'язано з питанням про те, наскільки теорія ефіру Лоренца (із спокійним ефіром як кращою, але не виявленою системою відліку, в якій існують абсолютний час і абсолютний простір) відрізнялася від спеціальної теорії відносності Ейнштейна (де всі ці речі вже не мають жодного значення), які слід розмежувати. Оскільки перетворення Лоренца використовується в обох теоріях, що робить їх експериментально невідмінними. Навіть Планк (1906) наголосив - як найважливіший промотор спеціальної теорії відносності в перші роки - що робота Ейнштейна є узагальненням теорії Лоренца («теорія Лоренца-Ейнштейна»). У 1910 році Ейнштейну довелося ще раз дати зрозуміти, що скорочення довжини абсолютно реальне як вимірюване явище в особливій теорії відносності. Однак думка про те, що з одного боку ефір займає позицію бажаної системи відліку з абсолютним простором та абсолютним часом, а з іншого боку, ця система повинна бути повністю не виявлена через взаємодію різних ефектів, сприйняла скептицизм право з самого початку. І от, це було нове покоління фізиків, як Ейнштейн, Лауе, Борн, Еренфест тощо, які рішуче зазначили, що в спеціальній теорії відносності як абсолютно новий погляд на простір і час - вже не було місця для ефіру в класичному розумінні.
Крім того, Ейнштейн також використовував слово «ефір» у напівпопулярних лекціях, щоб зазначити, що і в спеціальній теорії відносності простір-час має «абсолютне» існування, яке не залежить від матерії. І через непридатність принципу Маха, термін «ефір» все ще може використовуватися в загальній теорії відносності - однак тут на простір-час також може впливати матерія, тому цей ефір більше не можна називати абсолютним. Однак, як підкреслював Ейнштейн, цей термін практично не відповідає класичному ефіру через відсутність стану руху. Через це ця термінологія згодом не була прийнята експертами (і навіть самим Ейнштейном). Так само спроба Пола Дірака (1953) перемістити квантовий вакуум в околиці ефіру, оснащеного станом руху (який доступний лише в елементарній формі), не мала успіху. Джордж Ф. Смут (2006) пояснив, що систему відліку, в якій космічне мікрохвильове випромінювання є ізотропною, можна назвати ефіром («Нові експерименти з дрейфом ефіру»). Смут, однак, чітко дав зрозуміти, що немає суперечності спеціальній теорії відносності, оскільки цей очевидний ефірний вітер не впливає на закони в інерційних системах (як було показано в експерименті Майкельсона-Морлі)

### Альтернативні теорії
Як протимодель теорії відносності було продовжено тезу, засновану Джорджем Габріелем Стоуком (1844) про те, що ефір несеться (наприклад, Б. Філіппа Ленарда та інших). Вважалося, що це може пояснити різні ефекти «чітким» способом. Однак транспорт ефіру з самого початку стикався з великими труднощами. Особливо це стосувалося аберації, яка насправді повинна відбуватися лише з сплячим ефіром. Щоб пояснити цей ефект, слід було припустити, що ефір не має обертання і не стискається, але обидва ефекти не можуть бути перетворені в синтез сумісним способом. Крім того, повне захоплення суперечить ефекту Саньяка та експерименту Фізо . Як вихід із ситуації було висловлено припущення, що захоплення викликане гравітацією і, таким чином, пропорційне масі тіла. Отримана конденсація ефіру повинна пояснити аберацію, а також негативний результат Майкельсона-Морлі (згідно з яким велика маса землі повністю несе ефір із собою), а також позитивні результати Саньяка та Фізо (відповідно невеликі маси апарата призводять лише невелику кількість ефіру до себе) стали сумісними між собою. Але навіть ця гіпотеза була допущена до абсурду експериментом Майкельсона-Гейла-Пірсона, оскільки тут обертання самої землі можна було визначити за допомогою ефекту Саньяка, чого не можна було очікувати при захопленні ефіру - пояснення вимагало б подальших допоміжних гіпотез тощо.
Ефект Саньяка також суперечить залежності від джерела світла, і жодної залежності джерела неможливо визначити в сучасних вимірах в прискорювачах частинок . Крім того, від електродинаміки Максвелла- Флоренца, яка досі мала надзвичайний успіх (і її подальший розвиток як квантова електродинаміка), слід було б позбутися.

## Загальна теорія відносності
У той час, як Ейнштейн все ще вірив у 1916 р., що принцип Маха повністю виконується в СТВ (тобто тобто гравітаційне поле повинно повністю визначатися гравітаційними джерелами), Віллем де Сіттер (1916) показав, що ця вимога не може бути виконана в рамках загальної теорії відносності. Оскільки «гравітаційно-інерційне поле», яке описує гравітаційні та інерційні ефекти, також має існування, незалежне від джерела, у загальній теорії відносності. Ейнштейн, який спочатку чинив опір цим знанням, нарешті прийняв це, саме тому він також використовував слово ефір для гравітаційного поля СТВ в деяких лекціях (хоча цей вислів не вловлювався).

### Дискусія про Бад-Наугейм
У «Дебатах про поганий Наухайм» (вересень 1920 р.) Між Ейнштейном і Філіппом Ленардом на зустрічі німецьких натуралістів і лікарів останній висловив наступні заперечення (хоча опубліковані описи цієї дискусії частково неповні): він критикував відсутність " Візуалізація "в теорії відносності, завдяки чому цього можна досягти лише припущенням теорії ефіру. Ейнштейн відповів, що зміст «ясності» або «здорового глузду» з часом зростав і змінювався, тому їх не можна використовувати як критерії правильності теорії. Ще одне заперечення, висловлене Ленардом і Густавом Мі, стосується існування «фіктивних» гравітаційних полів, які були введені в загальну теорію відносності в прискорених системах відліку для забезпечення еквівалентності із системами, в яких існують реальні гравітаційні поля. Ленард і Мі заперечували, що принцип відносності може бути дійсним лише для сил, які генеруються реальними масами, але не для вигаданих гравітаційних полів. Ейнштейн відповів, що, виходячи з принципу Маха, вигадані гравітаційні поля також можна віднести до реальних, віддалених мас. Насправді це заперечення Ленарда та Мі було виправданим, оскільки принцип Маха (див. Вище: Розділ «Загальна коваріація»), а отже, і відносність прискорення не виконуються повністю в загальній теорії відносності.

### Суперечка Зільберштейна-Ейнштейна
Людвік Зільберштейн, який спочатку був прихильником спеціальної теорії відносності і зробив важливий внесок, в 1920 р. зробив втручання в те, що відхилення світла від сонця, як описано Артуром Еддінгтоном та співавт. (1919) не обов'язково є підтвердженням загальної теорії відносності, але її також можна пояснити за допомогою ефіру, який повністю несе Сонце. Однак такі теорії були відкинуті, оскільки вони суперечать існуванню аберації світла (див .: Глава «Альтернативні теорії»). А в 1935 р. Сільберштейн вважав, що знайшов протиріччя в проблемі загальної теорії відносності двох тіл, яку Ейнштейн і Розен негайно відкинули.

## Філософська критика
Твердження теорії відносності про революцію в традиційних концепціях простору і часу, а також про введення неевклідової геометрії в рамках загальної теорії відносності зустріло критику багатьох філософів різних шкіл. Теорія відносності була неправильно сприйнята як форма релятивізму як філософською, так і науково-популярною наукою (часто саме через подібність імен) - що було правдою для багатьох критиків, а також для деяких прихильників. Однак це вводить в оману, оскільки Ейнштейн, Планк та інші показали, що простір і час релятивізовані і домагається рівності систем відліку, але постулюється незмінність (незмінність) певних природних законів і швидкість світла. Сам Ейнштейн спочатку віддав перевагу терміну «інваріантна теорія», який використовував Фелікс Кляйн (1910), і спочатку скептично ставився до терміна «відносна теорія», введеного Планком (1906).

### Конвенціоналізм, протофізика
Що стосується критики представників конвенціоналізму, Анрі Пуанкаре, як засновник цієї школи думки, був важливим попередником теорії відносності. Він дотримувався думки, що одночасність подій у різних місцях — це лише умова, досягнута за домовленістю; Він сформулював принцип відносності і дав метод синхронізації годинників, заснований на постійності швидкості світла. З іншого боку, він неодноразово наголошував, що як евклідова геометрія, так і класичні визначення простору і часу завжди залишатимуться найзручнішими умовами в контексті фізики.

### Більше філософських оглядів
Деякі представники філософії життя, віталізму та критичного реалізму (такі як Б. Анрі Бергсон та Алойс Венцл) стверджували, що існує істотна різниця між фізичним та біолого — психологічним часом. Тому розширення часу і, отже, парадокс близнюків не можна поширювати на біологічні організми та психологічні явища.
Філософська критика здійснювалась і в Радянському Союзі (переважно в 20-х роках) на основі діалектичного матеріалізму . Теорію відносності класифікували як антиматеріалістичну та спекулятивну, а альтернативою вимагався механічний світогляд, що відповідає «здоровому глузду». (Однак існували також філософи, які бачили діалектичний матеріалізм сумісним з теорією відносності). Однак ці напади часто базувалися на поверхневому розумінні теорії відносності і були відкинуті експертами в цій галузі як недосконалі і не сприйматися серйозно. " .

## Ажіотаж відносності та громадська критика
Хоча Планк порівняв революцію, спричинену теорією відносності ще в 1909 р., З поворотом Коперника, і спеціальна теорія відносності почала переважати серед фізиків-теоретиків з 1911 р. Або вже утвердилася, це були лише експериментальні висновки групи навколо Артура Стенлі Еддінгтон (1919), що призвело до світового переможного просування теорії відносності. У засобах масової інформації Ейнштейн також був публічно поставлений в один ряд з Ніколаусом Копернікусом, Йоганнесом Кеплером та Ісааком Ньютоном і відзначений як революціонер у фізиці. Ця слава призвела до публічного «ажіотажу щодо відносності», але також спричинила негативну реакцію з боку деяких вчених та наукових мирян у культурно-песимістичних настроях повоєнного періоду. Ця суперечка (нетипова для наукових дискусій) також частково велася через засоби масової інформації, де критика стосувалася не лише теорії відносності, але й самого Ейнштейна.

### Заяви про плагіат або Пріоритетні обговорення
Такі критики, як Ленард, Герке, Ройтердал, також називали Ейнштейна плагіатом, або, принаймні, його пріоритет ставили під сумнів. Метою цього було, з одного боку, показати можливість нерелятивістських альтернатив сучасній фізиці, а з іншого боку, самого Ейнштейна слід було дискредитувати. Однак виявилося, що як висновок, так і фізичний зміст теорії відносності принципово відрізняються від попередніх моделей, що свідчить про те, що ці твердження неможливі.

### Сто авторів проти Ейнштейна
Підбіркою різноманітних оглядів є брошура Hundert Authors gegen Einstein, опублікована в 1931 році. Райхенбах описав книгу як «дивовижне скупчення наївних помилок» і як «ненавмисно смішну». Ейнштейн сказав: "Якби я помилявся, одного автора було б достатньо, щоб спростувати мене/

## Статус критики
Противники теорії відносності час від часу знаходять у пресі такі заголовки, як «Ейнштейн спростовує». У більшості випадків мова йде про експериментальні постановки або мислительні експерименти, які жодним чином не стосуються теорії відносності, а лише «спростовують» частини її візуальних, конкретних, науково-популярних інтерпретацій.
Технічний прогрес веде до все більш точних способів перевірки теорії відносності. Поки що він витримав усі ці випробування неушкодженими. Крім того, подальші дослідження проводяться в теоретичній галузі. Робиться спроба поєднати квантову фізику із загальною теорією відносності, щоб сформувати теорію квантової гравітації . На сьогодні найбільш перспективними моделями для цього є теорія струн і квантова гравітаційна петля . Обидві теорії мають релятивістську основу, але можливі невеликі відхилення від прогнозів теорії відносності, такі як порушення інваріантності Лоренца. Однак поки що такі відхилення неможливо довести експериментально.

### Історичний аналіз
1. 1 2 3  Pauli (1921)
2. 1 2 3 4  Miller (1981)
3. 1 2  Staley (2009)
4. ↑  Swenson (1970)
5. 1 2  Paty (1987)
6. ↑  Pais (1982)
7. ↑  Zeilinger (2005)
8. ↑  Chang (1993)
9. ↑  Mathpages
10. ↑  Warwick (2003)
11. ↑  Janssen (2008)
12. ↑  Kragh (2005)
13. ↑  Norton (2004)
14. ↑  Janssen (2008)
15. ↑  Norton (1993)
16. ↑  Huggett (2009)
17. ↑  Norton (2008)
18. ↑  Goenner (1993a)
19. ↑  Havas (1993), S. 97–120
20. ↑  Hentschel (1990), S. 92–105, 401—419
21. ↑  Hentschel (1990), S. 293–336
22. ↑  Zahar (2001)
23. ↑  Hentschel (1990), S. 240–243, 441—455
24. ↑  Vizgin/Gorelik (1987)
25. ↑  Hu (2007)
26. 1 2  Goenner (1993a)
27. 1 2  Wazeck (2009)
28. ↑  Goenner (1993b)
29. ↑  Hentschel (1990)

- Beyerchen, Alan D. (1977). Scientists under Hitler. New Haven: Yale University Press. ISBN 978-0-300-01830-1.
- Chang, Hasok (1993). A misunderstood rebellion: The twin-paradox controversy and Herbert Dingle's vision of science. Studies in History and Philosophy of Science Part A. 24 (5): 741—790. Bibcode:1993SHPSA..24..741C. doi:10.1016/0039-3681(93)90063-P.
- Darrigol, Olivier (2004). The Mystery of the Einstein-Poincaré Connection. Isis. 95 (4): 614—626. Bibcode:2004Isis...95..614D. doi:10.1086/430652. PMID 16011297. S2CID 26997100.
- Goenner, Hubert (1993a). The reaction to relativity theory I: the Anti-Einstein campaign in Germany in 1920. Science in Context. 6: 107—133. doi:10.1017/S0269889700001332. S2CID 123551958.
- Goenner, Hubert (1993b). The reaction to relativity theory in Germany III. Hundred Authors against Einstein. У Earman, John; Janssen, Michel; Norton, John D. (ред.). The Attraction of Gravitation (Einstein Studies). Т. 5. Boston—Basel: Birkhäuser. с. 248—273. ISBN 978-0-8176-3624-1.
- Havas, P. (1993). The General-Relativistic Two-Body Problem and the Einstein-Silberstein Controversy. У Earman, John; Janssen, Michel; Norton, John D. (ред.). The Attraction of Gravitation (Einstein Studies). Т. 5. Boston—Basel: Birkhäuser. с. 88—122. ISBN 978-0-8176-3624-1.

- John Farrell (2007). Was Einstein a fake?. COSMOS Magazine (11). Архів оригіналу за 11 серпня 2014. Процитовано 23 листопада 2013.

- Hentschel, Klaus (1990). Interpretationen und Fehlinterpretationen der speziellen und der allgemeinen Relativitätstheorie durch Zeitgenossen Albert Einsteins. Basel—Boston—Bonn: Birkhäuser. doi:10.18419/opus-7182. ISBN 978-3-7643-2438-4.
- Hentschel, Klaus (1996). Physics and national socialism: an anthology of primary sources. Basel—Boston—Bonn: Birkhäuser. ISBN 978-3-7643-5312-4.
- Hu, Danian (2007). The Reception of Relativity in China. Isis. 98 (3): 539—557. doi:10.1086/521157. PMID 17970426. S2CID 34243229.
- Janssen, Michel; Mecklenburg, Matthew (2007). From classical to relativistic mechanics: Electromagnetic models of the electron. У V. F. Hendricks та ін. (ред.). Interactions: Mathematics, Physics and Philosophy. Dordrecht: Springer. с. 65—134.
- Janssen, Michel (2014). 'No Success like Failure ...': Einstein's Quest for General Relativity, 1907–1920. У Michel Janssen; Christoph Lehner (ред.). The Cambridge Companion to Einstein. Т. 1. Cambridge University Press. с. 167. doi:10.1017/CCO9781139024525.008. ISBN 978-0521828345..
- Darrigol, Olivier (2000). Electrodynamics from Ampére to Einstein. Oxford: Clarendon Press. ISBN 978-0-19-850594-5.
- Kleinert, Andreas (1979). Nationalistische und antisemitische Ressentiments von Wissenschaftlern gegen Einstein. Einstein Symposion Berlin. Lecture Notes in Physics. Т. 100. с. 501—516. Bibcode:1979LNP...100..501K. doi:10.1007/3-540-09718-X_91. ISBN 978-3-540-09718-1. {{cite book}}: Проігноровано |journal= (довідка)
- Kragh, Helge (2005). Dirac. A Scientific Biography. Cambridge: Cambridge University Press. ISBN 978-0-521-01756-5.
- Lalli, Roberto (2012). The Reception of Miller's Ether-Drift Experiments in the USA: The History of a Controversy in Relativity Revolution. Annals of Science. 69 (2): 153—214. doi:10.1080/00033790.2011.637473. S2CID 143410980.
- Mathpages: Herbert Dingle and the Twins; What Happened to Dingle?
- Miller, Arthur I. (1981). Albert Einstein's special theory of relativity. Emergence (1905) and early interpretation (1905–1911). Reading: Addison–Wesley. ISBN 978-0-201-04679-3.
- Norton, John D. (1993). General Covariance and the Foundations of General Relativity: Eight Decades of Dispute (PDF). Reports on Progress in Physics. 56 (7): 791—858. Bibcode:1993RPPh...56..791N. doi:10.1088/0034-4885/56/7/001. S2CID 250902085.
- Norton, John D. (2004). Einstein's Investigations of Galilean Covariant Electrodynamics prior to 1905. Archive for History of Exact Sciences. 59 (1): 45—105. Bibcode:2004AHES...59...45N. doi:10.1007/s00407-004-0085-6. S2CID 17459755.
- Pais, Abraham (2000) [1982]. Subtle Is the Lord. Oxford: Oxford University Press. ISBN 978-0-19-280672-7.
- Paty, Michel (1987). The scientific reception of relativity in France. У Glick, T.F. (ред.). The Comparative Reception of Relativity. Dordrecht: Kluwer Academic Publishers. с. 113–168. ISBN 978-90-277-2498-4.
- Pauli, Wolfgang (1921), Die Relativitätstheorie, Encyclopädie der Mathematischen Wissenschaften, 5 (2): 539—776

In English: Pauli, W. (1981) [1921]. Theory of Relativity. Т. 165. ISBN 978-0-486-64152-2. {{cite book}}: Проігноровано |journal= (довідка)
- Posch, Th.; Kerschbaum, F.; Lackner, K. (2006). Bruno Thürings Umsturzversuch der Relativitätstheorie (PDF). У Gudrun Wolfschmidt (ред.). Nuncius Hamburgensis—Beiträge zur Geschichte der Naturwissenschaften. Т. 4.
- Staley, Richard (2009). Einstein's generation. The origins of the relativity revolution. Chicago: University of Chicago Press. ISBN 978-0-226-77057-4.
- Swenson, Loyd S. (1970). The Michelson-Morley-Miller Experiments before and after 1905. Journal for the History of Astronomy. 1: 56—78. Bibcode:1970JHA.....1...56S. doi:10.1177/002182867000100108. S2CID 125905904.
- Vizgin, V. P.; Gorelik G. E. (1987). The Reception of the Theory of Relativity in Russia and the USSR. У Glick, T.F. (ред.). The Comparative Reception of Relativity. Dordrecht: Kluwer Academic Publishers. с. 265–326. ISBN 978-90-277-2498-4.
- Warwick, Andrew (2003). Masters of Theory: Cambridge and the Rise of Mathematical Physics. Chicago: University of Chicago Press. ISBN 978-0-226-87375-6.
- Wazeck, Milena (2009). Einsteins Gegner: Die öffentliche Kontroverse um die Relativitätstheorie in den 1920er Jahren. Frankfurt—New York: Campus. ISBN 978-3-593-38914-1.

- English translation: Wazeck, Milena (2013). Einstein's Opponents: The Public Controversy about the Theory of Relativity in the 1920s. Translated by Geoffrey S. Koby. Cambridge University Press. ISBN 978-1-107-01744-3.

- Wazeck, Milena (2010). Einstein's sceptics: Who were the relativity deniers?. New Scientist (2786).
- Zahar, Elie (2001). Poincaré's Philosophy: From Conventionalism to Phenomenology. Chicago: Open Court Pub Co. ISBN 978-0-8126-9435-2.
- Zeilinger, Anton (2005). Einsteins Schleier: Die neue Welt der Quantenphysik. München: Goldmann. ISBN 978-3-442-15302-2.

### Робота над теорією відносності
1. ↑  Planck (1906b)
2. ↑  Bucherer (1908)
3. ↑  Einstein (1905)
4. ↑  Roberts (2006)
5. ↑  Born (1909)
6. ↑  Laue (1911)
7. 1 2  Laue (1921a)
8. ↑  Langevin (1921)
9. ↑  Langevin (1911)
10. ↑  Einstein (1908)
11. ↑  Einstein (1912)
12. ↑  Einstein (1916)
13. ↑  Poincaré (1906)
14. ↑  Carlip (1999)
15. ↑  Planck (1906ab)
16. ↑  Varicak (1911)
17. ↑  Einstein (1911)
18. ↑  Smoot (2006)
19. ↑  Dirac (1953)
20. ↑  Joos (1959), S. 448
21. ↑  Michelson (1925)
22. ↑  DeSitter (1913)
23. ↑  Fox (1965)
24. ↑  Einstein (1916)
25. ↑  DeSitter (1916ab)
26. ↑  Kretschmann (1917)
27. ↑  Einstein (1920, 1924)
28. ↑  Einstein/Rosen (1936)
29. ↑  Klein (1910)
30. ↑  Petzoldt (1921)
31. ↑  Planck (1925)
32. ↑  Schlick (1921)
33. ↑  Reichenbach (1924)
34. ↑  Metz (1923)
35. ↑  Laue (1917)
36. ↑  Laue (1921b)
37. ↑  Mattingly (2005)
38. ↑  Will (2006)
39. ↑  Liberati (2009)

- Born, Max (1909). Die Theorie des starren Körpers in der Kinematik des Relativitätsprinzips. Annalen der Physik. 335 (11): 1—56. Bibcode:1909AnP...335....1B. doi:10.1002/andp.19093351102.
- Brillouin, Léon (1914). Über die Fortpflanzung des Lichtes in dispergierenden Medien. Annalen der Physik. 349 (10): 203—240. Bibcode:1914AnP...349..203B. doi:10.1002/andp.19143491003.
- Bucherer, A. H. (1908), Messungen an Becquerelstrahlen. Die experimentelle Bestätigung der Lorentz-Einsteinschen Theorie. (Measurements of Becquerel rays. The Experimental Confirmation of the Lorentz-Einstein Theory), Physikalische Zeitschrift, 9 (22): 755—762
- Carlip, Steve (2000). Aberration and the Speed of Gravity. Physics Letters A. 267 (2–3): 81—87. arXiv:gr-qc/9909087. Bibcode:2000PhLA..267...81C. doi:10.1016/S0375-9601(00)00101-8. S2CID 12941280.
- Carmichael, R. D. (1910). On the Theory of Relativity: Analysis of the Postulates . Physical Review. 35 (3): 153—176. Bibcode:1912PhRvI..35..153C. doi:10.1103/physrevseriesi.35.153.
- Cassirer, Ernst (1923). Substance and function, and Einstein's theory of relativity. Chicago; London: The Open court publishing company.
- De Sitter, Willem (1913), A proof of the constancy of the velocity of light , Proceedings of the Royal Netherlands Academy of Arts and Sciences, 15 (2): 1297—1298, Bibcode:1913KNAB...15.1297D
- De Sitter, Willem (1916a). On the relativity of rotation in Einstein's theory. Roy. Amst. Proc. 17 (1): 527—532.[недоступне посилання з 01.07.2019]
- De Sitter, Willem (1916b). On the relativity of inertia. Remarks concerning Einstein's latest hypothesis. Roy. Amst. Proc. 17 (2): 1217—1225. Bibcode:1917KNAB...19.1217D.[недоступне посилання з 01.07.2019].
- Dirac, Paul (1951). Is there an Aether? (PDF). Nature. 168 (4282): 906—907. Bibcode:1951Natur.168..906D. doi:10.1038/168906a0. S2CID 4288946. Архів оригіналу (PDF) за 17 грудня 2008. Процитовано 31 січня 2011..
- Einstein, Albert (1905a), Zur Elektrodynamik bewegter Körper (PDF), Annalen der Physik, 322 (10): 891—921, Bibcode:1905AnP...322..891E, doi:10.1002/andp.19053221004, hdl:10915/2786. See also: English translation.
- Einstein, Albert (1908), Über das Relativitätsprinzip und die aus demselben gezogenen Folgerungen (PDF), Jahrbuch der Radioaktivität und Elektronik, 4: 411—462, Bibcode:1908JRE.....4..411E
- Einstein, Albert (1912). Relativität und Gravitation. Erwiderung auf eine Bemerkung von M. Abraham (PDF). Annalen der Physik. 343 (10): 1059—1064. Bibcode:1912AnP...343.1059E. doi:10.1002/andp.19123431014. S2CID 120162895.
- Einstein, Albert (1916). Die Grundlage der allgemeinen Relativitätstheorie (PDF). Annalen der Physik. 49 (7): 769—782. Bibcode:1916AnP...354..769E. doi:10.1002/andp.19163540702. hdl:2027/wu.89059241638.
- Einstein, A. (1920a). Meine Antwort—Über die anti-relativitätstheoretische G.m b.H. Berliner Tageblatt. 402. Архів оригіналу за 14 грудня 2009.
- Einstein, Albert (1920b). Ether and the Theory of Relativity . London: Methuen. с. 3—24.
- Einstein, Albert (1924). Über den Äther. Verhandlungen der Schweizerischen Naturforschenden Gesellschaft. 105: 85—93..
- Einstein, Albert; Rosen, Nathan (1936). Two-Body Problem in General Relativity. Physical Review. 49 (5): 404—405. Bibcode:1936PhRv...49..404E. doi:10.1103/PhysRev.49.404.2.
- Fox, J. G. (1965). Evidence Against Emission Theories. American Journal of Physics. 33 (1): 1—17. Bibcode:1965AmJPh..33....1F. doi:10.1119/1.1971219.
- Joos, Georg (1959). Lehrbuch der theoretischen Physik. Frankfurt am Main: Akademische Verlagsgesellschaft, Frankfurt. с. 448.
- Kretschmann, Erich (1917). Uber den physikalischen Sinn der Relativitätspostulate. A. Einsteins neue und seine ursprüngliche Relativitätstheorie. Annalen der Physik. 358 (16): 575—614. Bibcode:1918AnP...358..575K. doi:10.1002/andp.19183581602.
- Langevin, P. (1911). Translated by J. B. Sykes in 1973. The evolution of space and time. Scientia. X: 31—54.
- Langevin, Paul (1921). Sur la théorie de relativité et l'expérience de M. Sagnac. Comptes Rendus. 173: 831—834.
- Langevin, Paul (1937). Sur l'expérience de Sagnac. Comptes Rendus. 205: 304—306.
- Laue, Max von (1911), Zur Diskussion über den starren Körper in der Relativitätstheorie [On the Discussion Concerning Rigid Bodies in the Theory of Relativity], Physikalische Zeitschrift, 12: 85—87
- Laue, Max von (1917). Die Fortpflanzungsgeschwindigkeit der Gravitation. Bemerkungen zur gleichnamigen Abhandlung von P. Gerber. Annalen der Physik. 358 (11): 214—216. Bibcode:1917AnP...358..214V. doi:10.1002/andp.19173581103.
- Laue, Max von (1921a). Die Relativitätstheorie. Т. 1. Braunschweig: Friedr. Vieweg & Sohn..
- Laue, Max von (1921b). Erwiderung auf Hrn. Lenards Vorbemerkungen zur Soldnerschen Arbeit von 1801. Annalen der Physik. 371 (20): 283—284. Bibcode:1921AnP...371..283L. doi:10.1002/andp.19213712005.
- Liberati, Stefano; Maccione, Luca (2009). Lorentz Violation: Motivation and new constraints. Annual Review of Nuclear and Particle Science. 59 (1): 245—267. arXiv:0906.0681. Bibcode:2009ARNPS..59..245L. doi:10.1146/annurev.nucl.010909.083640. S2CID 7495956.
- Lorentz, Hendrik Antoon (1904). Electromagnetic phenomena in a system moving with any velocity smaller than that of light . Proceedings of the Royal Netherlands Academy of Arts and Sciences. 6: 809—831. Bibcode:1903KNAB....6..809L.
- Mattingly, David (2005). Modern Tests of Lorentz Invariance. Living Reviews in Relativity. 8 (5): 5. arXiv:gr-qc/0502097. Bibcode:2005LRR.....8....5M. doi:10.12942/lrr-2005-5. PMC 5253993. PMID 28163649.{{cite journal}}:  Обслуговування CS1: Сторінки із непозначеним DOI з безкоштовним доступом (посилання)
- Metz, André (1923). La Relativité. Paris: Chiron.
- Michelson, A. A.; Gale, Henry G. (1925). The Effect of the Earth's Rotation on the Velocity of Light, II. Astrophysical Journal. 61: 140. Bibcode:1925ApJ....61..140M. doi:10.1086/142879..
- Planck, Max (1906a), Das Prinzip der Relativität und die Grundgleichungen der Mechanik [The Principle of Relativity and the Fundamental Equations of Mechanics], Verhandlungen Deutsche Physikalische Gesellschaft, 8: 136—141
- Planck, Max (1906b), Die Kaufmannschen Messungen der Ablenkbarkeit der β-Strahlen in ihrer Bedeutung für die Dynamik der Elektronen [The Measurements of Kaufmann on the Deflectability of β-Rays in their Importance for the Dynamics of the Electrons], Physikalische Zeitschrift, 7: 753—761
- Planck, Max (1925). Vom Relativen zum Absoluten. Naturwissenschaften. 13 (3): 52—59. Bibcode:1925NW.....13...53P. doi:10.1007/BF01559357. S2CID 19895936.
- Poincaré, Henri (1906), Sur la dynamique de l'électron  [On the Dynamics of the Electron], Rendiconti del Circolo Matematico di Palermo, 21: 129—176, Bibcode:1906RCMP...21..129P, doi:10.1007/BF03013466, hdl:2027/uiug.30112063899089, S2CID 120211823
- Reichenbach, Hans (1965) [First published in German 1920]. The theory of relativity and a priori knowledge. Berkeley: University of California Press.
- Reichenbach, Hans (1969) [First published in German 1924]. Axiomatization of the theory of relativity. Berkeley: University of California Press.
- Roberts, Thomas J.: An Explanation of Dayton Miller's Anomalous «Ether Drift» Result, 2006, arXiv:physics/0608238
- Schlick, Moritz (1921). Space and time in contemporary physics (вид. 3.). New York: Oxford University Press.
- Smoot, G. F.; (2006), Nobel lecture: Cosmic Microwave Background Radiation Anisotropies: Their Discovery and Utilization
- Sommerfeld, Arnold (1907). Ein Einwand gegen die Relativtheorie der Elektrodynamik und seine Beseitigung [An Objection Against the Theory of Relativity and its Removal]. Physikalische Zeitschrift. 8 (23): 841—842.
- Sommerfeld, Arnold (1914). Über die Fortpflanzung des Lichtes in dispergierenden Medien. Annalen der Physik. 349 (10): 177—202. Bibcode:1914AnP...349..177S. doi:10.1002/andp.19143491002.
- Usenet Physics FAQ: is FTL travel or communication Possible?
- Will, Clifford M. (2006). The Confrontation between General Relativity and Experiment. Living Reviews in Relativity. 9 (3): 3. arXiv:gr-qc/0510072. Bibcode:2006LRR.....9....3W. doi:10.12942/lrr-2006-3. PMC 5256066. PMID 28179873.{{cite journal}}:  Обслуговування CS1: Сторінки із непозначеним DOI з безкоштовним доступом (посилання)

### Критика
1. ↑  Kaufmann (1906)
2. ↑  Miller (1933)
3. ↑  Ehrenfest (1909)
4. ↑  Sagnac (1913ab)
5. ↑  Abraham (1912)
6. ↑  Poincaré (1904)
7. ↑  Dingle (1972)
8. ↑  Lodge (1925)
9. ↑  Michelson (1927)
10. ↑  Ives (1951)
11. ↑  Prokhovnik (1963)
12. ↑  Lenard (1921a)
13. ↑  Ritz (1908)
14. ↑  Lenard, Einstein, Gehrcke, Weyl (1920)
15. ↑  Silberstein (1936)
16. ↑  Friedlaender (1932)
17. ↑  Dingler (1922)
18. ↑  Bergson (1921)
19. ↑  Mohorovičić (1923)
20. ↑  Gehrcke (1916)
21. ↑  Lenard (1921b)
22. ↑  Israel et al. (1931)
23. ↑  Essen (1971)
24. ↑  Theimer (1977)
25. ↑  Galeczki/Marquardt (1997)
26. ↑  Apeiron Homepage. Архів оригіналу за 4 травня 2021. Процитовано 30 січня 2021.

- Abraham, Max (1904). Die Grundhypothesen der Elektronentheorie [The Fundamental Hypotheses of the Theory of Electrons]. Physikalische Zeitschrift. 5: 576—579.
- Abraham, Max, Max (1912). Relativität und Gravitation. Erwiderung auf eine Bemerkung des Herrn A. Einstein. Annalen der Physik. 343 (10): 1056—1058. Bibcode:1912AnP...343.1056A. doi:10.1002/andp.19123431013.
- Bergson, Henri (1923) [First edition 1921]. Durée et simultanéité. A propos de la théorie d'Einstein (вид. second). Saint-Germain: Félix Alcan.
- Dingle, Herbert (1972). Science at the Crossroads. London: Martin Brian & O'Keeffe. ISBN 978-0-85616-060-8.
- Dingler, Hugo (1922). Relativitätstheorie und Ökonomieprinzip. Leipzig: S. Hirzel.
- Ehrenfest, Paul (1909), Gleichförmige Rotation starrer Körper und Relativitätstheorie  [Uniform Rotation of Rigid Bodies and the Theory of Relativity], Physikalische Zeitschrift, 10: 918, Bibcode:1909PhyZ...10..918E
- Essen, Louis (1971). The Special Theory of Relativity: A Critical Analysis. Oxford: Oxford University Press. ISBN 978-0-19-851921-8.
- Fricke, Hermann (1919). Der Fehler in Einsteins Relativitätstheorie. Wolfenbüttel: Heckner.
- Friedlaender, Salomo (2005) [1932]. Kant gegen Einstein. У Geerken, Hartmut; Thiel, Detlef (ред.). Gesammelte Schriften. Books on Demand. ISBN 978-3-8370-0052-8.
- Gehrcke, Ernst (1916). Zur Kritik und Geschichte der neueren Gravitationstheorien. Annalen der Physik. 356 (17): 119—124. Bibcode:1916AnP...356..119G. doi:10.1002/andp.19163561704.
- Gehrcke, Ernst (1924a). Kritik der Relativitätstheorie : Gesammelte Schriften über absolute und relative Bewegung. Berlin: Meusser.
- Gehrcke, Ernst (1924b). Die Massensuggestion der Relativitätstheorie: Kulturhistorisch-psychologische Dokumente. Berlin: Meuser.
- Ives, Herbert E. (1951). Revisions of the Lorentz transformation. Proceedings of the American Philosophical Society. 95 (2): 125—131.
- Kaufmann, Walter (1906), Über die Konstitution des Elektrons [On the Constitution of the Electron], Annalen der Physik, 324 (3): 487—553, Bibcode:1906AnP...324..487K, doi:10.1002/andp.19063240303
- Kraus, Oskar (1921). Fiktion und Hypothese in der Einsteinschen Relativitätstheorie. Erkenntnistheoretische Betrachtungen. Annalen der Philosophie. 2 (3): 335—396. doi:10.1007/BF02903489. S2CID 169705566.
- Lenard, Philipp (1921a) [1920]. Über Relativitätsprinzip, Äther, Gravitation (вид. 3. enlarged). Leipzig: Hirzel.
- Lenard; Einstein; Gehrcke; Weyl (1920). The Bad Nauheim Debate . Physikalische Zeitschrift. 21: 666—668.
- Lenard, Philipp. (Hrsg.) (1921b). Vorbemerkung zu Soldners "Über die Ablenkung eines Lichtstrahls von seiner geradlinigen Bewegung durch die Attraktion eines Weltkörpers, an welchem er nahe vorbeigeht";. Annalen der Physik. 370 (15): 593—604. Bibcode:1921AnP...370..593S. doi:10.1002/andp.19213701503.
- Lenard, Philipp (1936). Deutsche Physik. Т. 1. München: J.F. Lehmann.
- Linke, Paul F. (1921). Relativitätstheorie und Relativismus. Betrachtungen über Relativitätstheorie, Logik und Phänomenologie. Annalen der Philosophie. 2 (3): 397—438. doi:10.1007/BF02903490. S2CID 127977740.
- Lodge, Oliver (2003) [1925]. Ether and Reality. Whitefish: Kessinger. ISBN 978-0-7661-7865-6.
- Michelson, Albert A. (1927). Studies in Optics. Chicago: University Press. с. 155.
- Miller, Dayton C. (1933). The Ether-Drift Experiment and the Determination of the Absolute Motion of the Earth. Reviews of Modern Physics. 5 (3): 203—242. Bibcode:1933RvMP....5..203M. doi:10.1103/RevModPhys.5.203. S2CID 4119615.
- Mohorovičić, Stjepan (1923). Die Einsteinsche Relativitätstheorie und ihr mathematischer, physikalischer und philosophischer Charakter. Berlin: de Gruyter.
- Natorp, Paul (1910). Das Relativitätsprinzip etc.. Die logischen Grundlagen der exakten Wissenschaften. Leipzig & Berlin: B.G. Teubner. с. 392—404.
- Poincaré, Henri (1913) [1904]. The Principles of Mathematical Physics . The Value of Science (Chap. 7–9). New York: Science Press. с. 297—320.. (This paper is only partly to be considered as critical, since the question after the validity of the relativity principle remained undecided. It was Poincaré himself, who solved many problems in 1905.)
- Prokhovnik, Simon Jacques (1963). The Case for an Aether. The British Journal for the Philosophy of Science. 14 (55): 195—207. doi:10.1093/bjps/XIV.55.195. S2CID 122050844.
- Reuterdahl, Arvid (1920). Scientific theism versus materialism. The space-time potential. New York: Devin-Adair.
- Ritz, Walter (1908). Recherches critiques sur l'Électrodynamique Générale. Annales de Chimie et de Physique. 13: 145—275. Bibcode:1908AChPh..13..145R. Siehe auch englische Übersetzung.
- Silberstein, Ludwik (1920). The Recent Eclipse Results and Stokes-Planck's Æther. Philosophical Magazine. 6. 39 (230): 162—171.
- Silberstein, Ludwik (1936). Two-Centers Solution of the Gravitational Field Equations, and the Need for a Reformed Theory of Matter. Physical Review. 49 (3): 268—270. Bibcode:1936PhRv...49..268S. doi:10.1103/PhysRev.49.268.
- Stark, Johannes; Müller, Wilhelm (1941). Jüdische und Deutsche Physik. Vorträge an der Universität München.
- Thüring, Bruno (1941). Albert Einsteins Umsturzversuch der Physik und seine inneren Möglichkeiten und Ursachen. Forschungen zur Judenfrage. 4: 134—162.
- Ziegler, Johann Heinrich (1857–1936 ) (1920). "Das Ding an sich" und das Ende der sog. Relativitätstheorie. Zürich: Weltformel-Verlag.